# Fontaine du prince Miloš sur le Trebički put à Sokobanja
La fontaine du prince Miloš sur le Trebički put à Sokobanja (en serbe cyrillique : Чесма кнеза Милоша на Требичком путу у Сокобањи ; en serbe latin : Česma kneza Miloša na Trebičkom putu u Sokobanji) se trouve à Trubarevac, dans la municipalité de Sokobanja et dans le district de Zaječar, en Serbie. Elle est inscrite sur la liste des monuments culturels protégés de la République de Serbie (identifiant no SK 768),.

## Présentation
La fontaine, également connue sous le nom de « Trebička česma », a été construite en 1860. Elle est située sur la route Aleksinac-Sokobanja et porte l'inscription suivante : « Miloš Obrenović Ier, prince de Serbie, a érigé cette fontaine en souvenir éternel de son arrivée à Banja, octobre 1860 ».